# Brčići (gmina Tinjan)
Brčići – wieś w Chorwacji, w żupanii istryjskiej, w gminie Tinjan. W 2011 roku liczyła 100 mieszkańców.